# Chrysler Small block

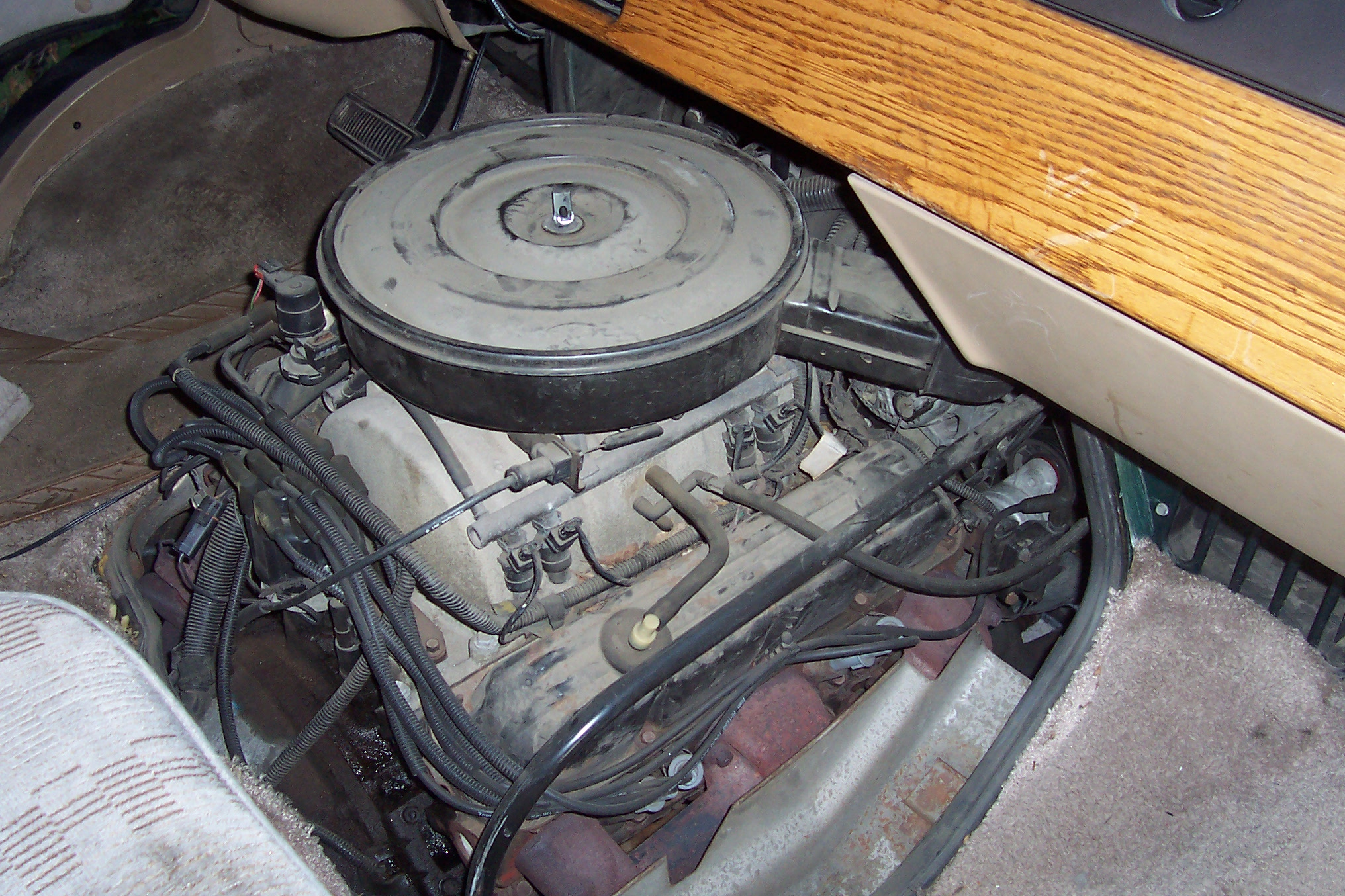
Magnum 5.2-motor i en Dodge Ram Van från 1996.

Chrysler Small block är en grupp av V8-motorer tillverkade av Chrysler-koncernen. Dessa motorer har tillverkats med olika slagvolym. Samtliga motorer är bensindrivna tvåventils stötstångsmotorer med centralt placerad kamaxel. Motorerna tillverkades i två serier, A-serien och LA-serien.

## A-serien
A-serien tillverkades mellan 1956 och 1967. Den fanns med slagvolymer på 277, 301, 303, 313 och 318 kubiktum. Dessa motorer kännetecknas av att de har polysfäriska förbränningsrum.

## LA-serien
LA-serien introducerades 1964. Den skiljer sig från A-serien genom att motorerna har kilformade förbränningsrum. LA-serien tillverkades fram till 2003 med slagvolymerna 273, 318, 340 och 360 kubiktum. Motorblocket från LA-serien har även använts som utgångspunkt för en V6-motor på 239 kubiktum och V10-motorer på 488 och 505 kubiktum.

### 273
Den första motorn i LA-serien tillverkades mellan 1964 och 1969. Den har en borrning på 3,625 tum och en slaglängd på 3,31 tum.

### 318 LA
318 LA (Light A Engine) är en V8-motor tillverkad av Chrysler mellan 1967 och 2002. Den har en borrning på 3,91 tum (84,1 mm) och en slaglängd på 3,31 tum (99,3 mm), vilket ger den en slagvolym på 318 kubiktum (5,2 l). Senare versioner av motorn gick under namnet Magnum 5.2. Dessa var moderniserade på flera punkter och hade bland annat bränsleinsprutning. 318-motorn monterades bland annat i följande bilar:
- Dodge Aspen
- Dodge Challenger
- Dodge Charger
- Dodge Coronet
- Dodge Dart
- Dodge Monaco
- Jeep Grand Cherokee
- Plymouth Duster
- Plymouth Satellite
- Plymouth Roadrunner
- Plymouth Valiant
- Plymouth Volare
- Plymouth Cuda

### 340
Denna motor började tillverkas i slutet av 1960-talet och hade höga prestanda för sin storlek. Motorn fanns att få med antingen en fyrportsförgasare eller tre tvåportsförgasare. Den slutade tillverkas 1973. 340-motorn monterades bland annat i följande bilar:
- Dodge Challenger
- Dodge Dart GTS
- Plymouth Duster
- Plymouth Cuda

### 360
360, V8-motor tillverkad av Chrysler. Den har en borrning på 4,00 tum (101,6 mm) och en slaglängd på 3,58 tum (90,9 mm), vilket ger den en slagvolym på 360 kubiktum (5,9 l). 360-motorn monterades bland annat i följande bilar:
- Dodge Aspen
- Dodge Challenger
- Dodge Charger
- Dodge Coronet
- Dodge Dart
- Jeep Grand Cherokee
- Plymouth Roadrunner
- Plymouth Volare